# Vaillac
Vaillac (en occitan : Valhac) est une ancienne commune française située dans le département du Lot, en région Occitanie, devenue, le 1er janvier 2016, une commune déléguée de la commune nouvelle de Cœur-de-Causse.

## Géographie
Vaillac est à la sortie de l'autoroute A20 (sortie 56).
Dans le creux de la vallée où coule le Foulon, se trouve ce village, dominé par son superbe château.

### Communes limitrophes
| Saint-Chamarand | Soucirac                 | Montfaucon                       |
| Frayssinet      | Vaillac                  |                                  |
|                 | Beaumat (Cœur de Causse) | Labastide-Murat (Cœur de Causse) |

## Toponymie
Le nom Vaillac ou Valhac a une origine gallo-romaine basée sur l'anthroponyme Vallius qui est une variante de Vellius dérivé de Avellius. La terminaison -ac est issue du suffixe gaulois -acon (lui-même du celtique commun *-āko-), souvent latinisé en -acum dans les textes,.
Au XVIIIe siècle le village était réputé grâce à sa fabrique de draps.

## Histoire
Le village s'est rapproché du château pour permettre sa défense. La seigneurie appartenait alors à la famille de Gourdon. Le château a été reconstruit au XIVe siècle sur d'anciennes fondations.
Le village est occupé par les Anglais en 1369, puis incendié à la suite d'une bataille.

## Politique et administration
| Période                                  | Période  | Identité      | Étiquette | Qualité |
| ---------------------------------------- | -------- | ------------- | --------- | ------- |
| janvier 2016                             | En cours | Jean Soucirac |           |         |
| Les données manquantes sont à compléter. |          |               |           |         |

| Période                                  | Période | Identité                    | Étiquette | Qualité |
| ---------------------------------------- | ------- | --------------------------- | --------- | ------- |
| 1795                                     | 1797    | Couties                     |           |         |
| 1797                                     | 1799    | Valon                       |           |         |
| 1799                                     | 1800    | Alanyou                     |           |         |
| 1800                                     | 1801    | Pierre Bergouniou           |           |         |
| 1801                                     | 1820    | Pierre Combes               |           |         |
| 1821                                     | 1830    | Jean Jacques Victor Combes  |           |         |
| 1831                                     | 1848    | Pierre Caminade             |           |         |
| 1848                                     | 1853    | Jean Pierre Valon           |           |         |
| 1854                                     | 1858    | François Isidore Valon (de) |           |         |
| 1858                                     | 1876    | Auguste Viguie              |           |         |
| 1876                                     | 1882    | Jean Graulieres             |           |         |
| 1882                                     | 1889    | François Isidore Valon (de) |           |         |
| 1896                                     | 1901    | Léon Soucirac               |           |         |
| 1901                                     | 1902    | Abel Valon (de)             |           |         |
| 2001                                     | 2015    | Jean Soucirac               |           |         |
| Les données manquantes sont à compléter. |         |                             |           |         |

## Démographie
L'évolution du nombre d'habitants est connue à travers les recensements de la population effectués dans la commune depuis 1793. À partir du 1er janvier 2009, les populations légales des communes sont publiées annuellement dans le cadre d'un recensement qui repose désormais sur une collecte d'information annuelle, concernant successivement tous les territoires communaux au cours d'une période de cinq ans. 
Pour les communes de moins de 10 000 habitants, une enquête de recensement portant sur toute la population est réalisée tous les cinq ans, les populations légales des années intermédiaires étant quant à elles estimées par interpolation ou extrapolation. Pour la commune, le premier recensement exhaustif entrant dans le cadre du nouveau dispositif a été réalisé en 2006,.
En 2013, la commune comptait 97 habitants, en évolution de +2,11 % par rapport à 2008 (Lot : +0,05 %, France hors Mayotte : +2,49 %).
| 1793 | 1800 | 1806  | 1821  | 1831  | 1836 | 1841 | 1846 | 1851 |
| ---- | ---- | ----- | ----- | ----- | ---- | ---- | ---- | ---- |
| 638  | 534  | 1 253 | 1 074 | 1 103 | 961  | 647  | 606  | 624  |

| 1856 | 1861 | 1866 | 1872 | 1876 | 1881 | 1886 | 1891 | 1896 |
| ---- | ---- | ---- | ---- | ---- | ---- | ---- | ---- | ---- |
| 617  | 627  | 596  | 521  | 544  | 530  | 480  | 420  | 419  |

| 1901 | 1906 | 1911 | 1921 | 1926 | 1931 | 1936 | 1946 | 1954 |
| ---- | ---- | ---- | ---- | ---- | ---- | ---- | ---- | ---- |
| 351  | 331  | 277  | 232  | 197  | 203  | 176  | 154  | 148  |

| 1962 | 1968 | 1975 | 1982 | 1990 | 1999 | 2006 | 2011 | 2013 |
| ---- | ---- | ---- | ---- | ---- | ---- | ---- | ---- | ---- |
| 130  | 126  | 101  | 105  | 84   | 107  | 93   | 97   | 97   |

## Culture locale et patrimoine

### Lieux et monuments
- Le château féodal se visite principalement en été.
- Église Saint-Julien du XIVe – XVe siècles.

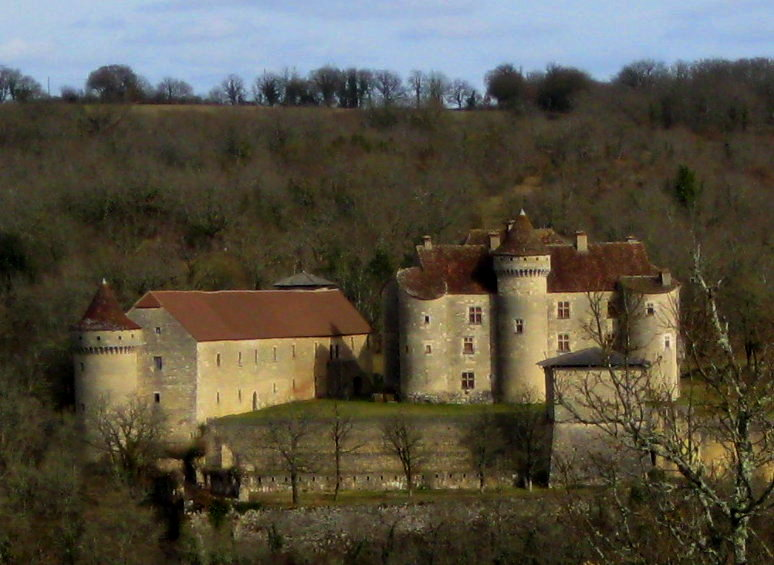
Le château de Vaillac.
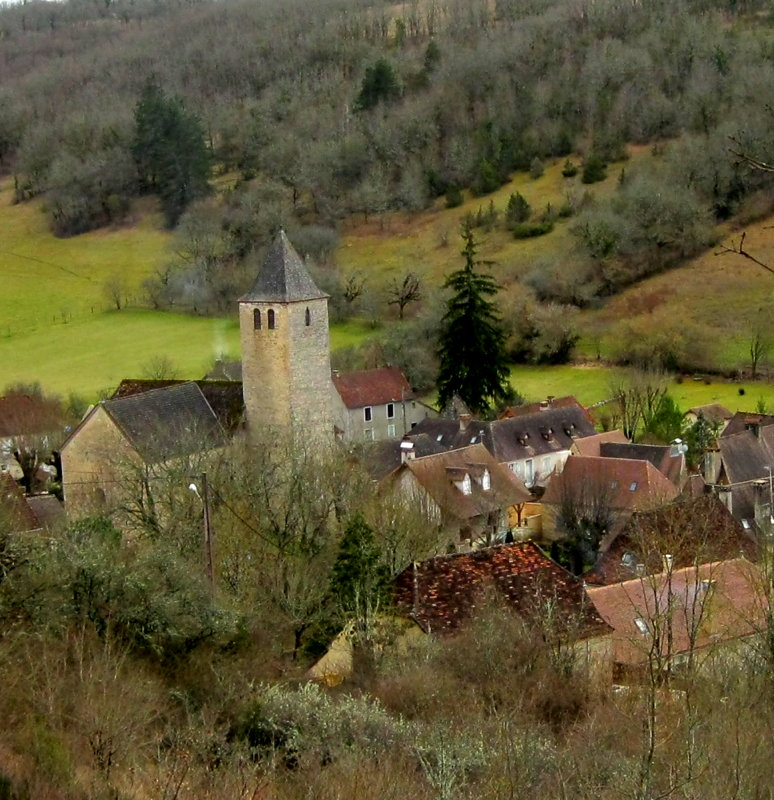
Vue sur l'église et le village.
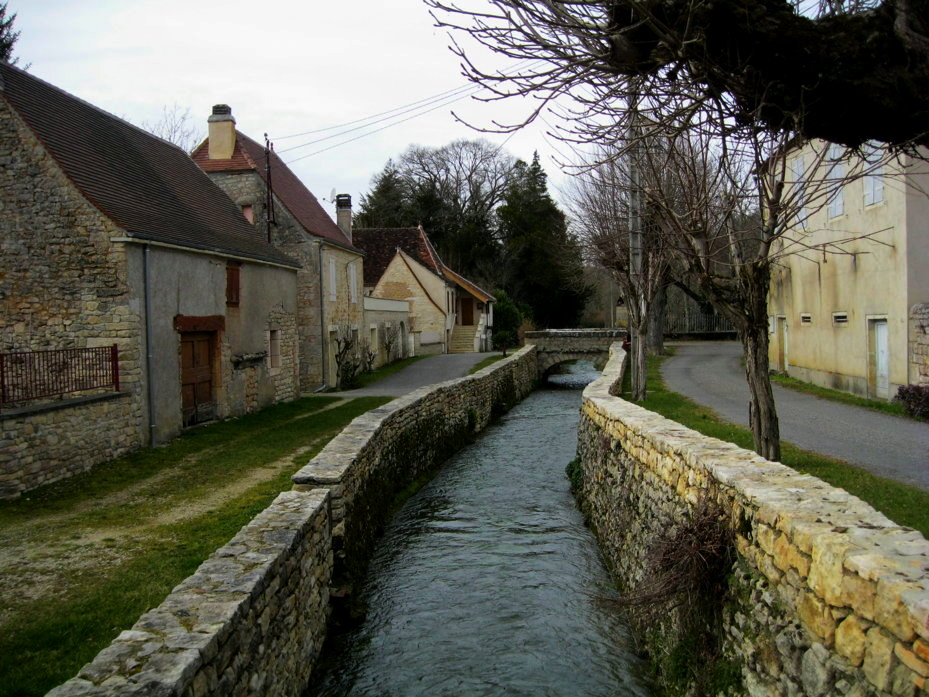
Le ruisseau du Foulon.

### Personnalités liées à la commune
- Fontanier de Vassal